# تترافنیل بوتادین
تترافنیل بوتادین (به انگلیسی: Tetraphenyl butadiene) با فرمول شیمیایی C۲۸H۲۲ یک ترکیب شیمیایی است. که جرم مولی آن ۳۵۸٫۴۷۵ g/mol می‌باشد. 
چگالی: ۱٫۰۸ گرم بر سانتی‌متر مکعب
نقطه جوش: ۵۵۶٫۱ °C
نقطه ذوب: ۲۰۳٫۵ °C
شناسه ترکیب PubChem: 74060